# Rim Ju-song
Rim Ju-song (31 de octubre de 1995) es un nadador norcoreano. Fue seleccionado para representar por primera vez a Corea del Norte en los Juegos Paralímpicos, participando en los Juegos Paralímpicos de Londres 2012 en el Reino Unido.

## Biografía
En el momento en que fue seleccionado vivía en Pekín, China. Para cuando Corea del Norte recibió autorización para competir en Londres 2012, era «demasiado tarde para calificar para la mayoría de los eventos, pero natación fue una excepción». Por lo tanto, el representante de Corea del Norte tendría que ser un nadador. Rim, que no sabía nadar, comenzó a aprender el estilo crol en abril de 2012, con gran dificultad al principio, y el estilo pecho en mayo del mismo año.
Rim tiene amputados el brazo izquierdo y la pierna izquierda; también tiene deshabilitado el uso de su pierna derecha y pie derecho, tras un accidente en un sitio de construcción a los cinco años. Para los juegos logró una plaza del Comité Paralímpico Internacional y el apoyo financiero de la embajada británica en Pionyang. Compitió en natación estilo libre en la categoría de discapacidad S6, quedando en último lugar en su prueba clasificatoria, con un tiempo de 47.87.